# Greigia danielii
Greigia danielii är en gräsväxtart som beskrevs av Lyman Bradford Smith. Greigia danielii ingår i släktet Greigia och familjen Bromeliaceae. Inga underarter finns listade i Catalogue of Life.